# Newtown United Football Club
Maillots
Newtown United Football Club est un club de football de la B-Mobile SKNFA Premier League fondé en 1962 et basé à Basseterre et joue au Newtown Football Stadium.

## Histoire
Fondé en 1962 sous le nom de Zip Side Football Club par Leroy Ponteen et Earl Clarke, le club commence à jouer dans la troisième division christophienne. Leur montée en deuxième division se fait en 1973, plus de 10 ans après la création de l'équipe. C'était sous leur ancien nom. Ils ont été relégués dès l'année suivante avant de remonter et revenir en première division en 1975. Depuis son retour dans l'élite, le Newtown United FC a marqué l'histoire du football christophien avec seize championnats et deux coupes. L'équipe détient le record de victoires en championnat de Saint-Christophe-et-Niévès.

## Palmarès
- Championnat de Saint-Christophe-et-Niévès de football (16): 1981, 1984, 1987, 1988, 1989, 1992, 1993, 1995, 1996, 1997, 1998, 2004, 2007, 2008, 2010, 2012

- Coupe de Saint-Christophe-et-Niévès de football (2): 2007, 2010